# Chiliile (gmina)
Chiliile – gmina w Rumunii, w okręgu Buzău. Obejmuje miejscowości Budești, Chiliile, Crevelești, Ghiocari, Glodu-Petcari, Poiana Pletari i Trestioara. W 2011 roku liczyła 623 mieszkańców.  